# Есть у меня друг
«Есть у меня друг» — советский короткометражный художественный фильм, снятый в 1974 году на Одесской киностудии режиссёром Юной Толчиной по сценарию Евгения Аграновича по мотивам рассказа Александра Батрова.

## Сюжет
Мальчик собирался с ребятами в поход, но телеграммой сообщили, что приедет бабушка. С огорчившимся было внуком бабушка поиграла во все его игры, увлекательно рассказала о своём боевом прошлом и стала поэтому настоящим другом.

## Съёмочная группа
- Сценарий Евгения Аграновича (по мотивам рассказа Александра Батрова)
- Режиссёр-постановщик Юна Толчина
- Оператор-постановщик Альберт Осипов
- Художник Э. Родригес
- Композитор В. Махлянкин
- Художественный руководитель П. Тодоровский
- Директор В. Дмитриев
- В ролях:
  - Татьяна Пельтцер — бабушка
  - Павлик Степанов — внук

## Техническая информация
Широкоэкранный фильм был снят в 1974 году на Одесской киностудии.  Он состоит из двух частей общей длиной 523 метра. Вышел в прокат 3 февраля 1975 года.

## Критика
Мария Трошенкова писала в 2013 году для издания «Вечерняя Москва» в статье, посвящённой Татьяне Пельтцер, что в короткометражке «Есть у меня друг», снятой Юной Толчиной, «Пельтцер удивительно тонко решила философскую проблему отношений бабушки и внука – получилось пронзительно и очень по-настоящему».